# The Day the Clown Cried

Jerry Lewis, attore e regista del film

The Day the Clown Cried (letteralmente "Il giorno in cui il clown pianse") è un film incompiuto del 1972 diretto e interpretato da Jerry Lewis che non è mai stato distribuito. Basato su una sceneggiatura scritta da Joan O'Brien e Charles Denton, il film rimase inedito a causa di numerosi problemi legali e finanziari ma anche per i dubbi etici legati ai contenuti del film stesso che tratta della storia di un clown da circo (interpretato da Lewis stesso) che viene imprigionato durante la seconda guerra mondiale per aver criticato Hitler e, portato in un campo di concentramento nazista, gli viene ordinato di accompagnare alcuni bambini dentro una camera a gas facendoli ridere in modo da farli restare calmi; esegue l'ordine ma alla fine decide di entrare anche lui con i bambini nella camera a gas ponendo fine anche alla sua vita.
Il film anticipa, per certi versi, le tematiche del più recente lungometraggio di Roberto Benigni La vita è bella (1997).

## Trama

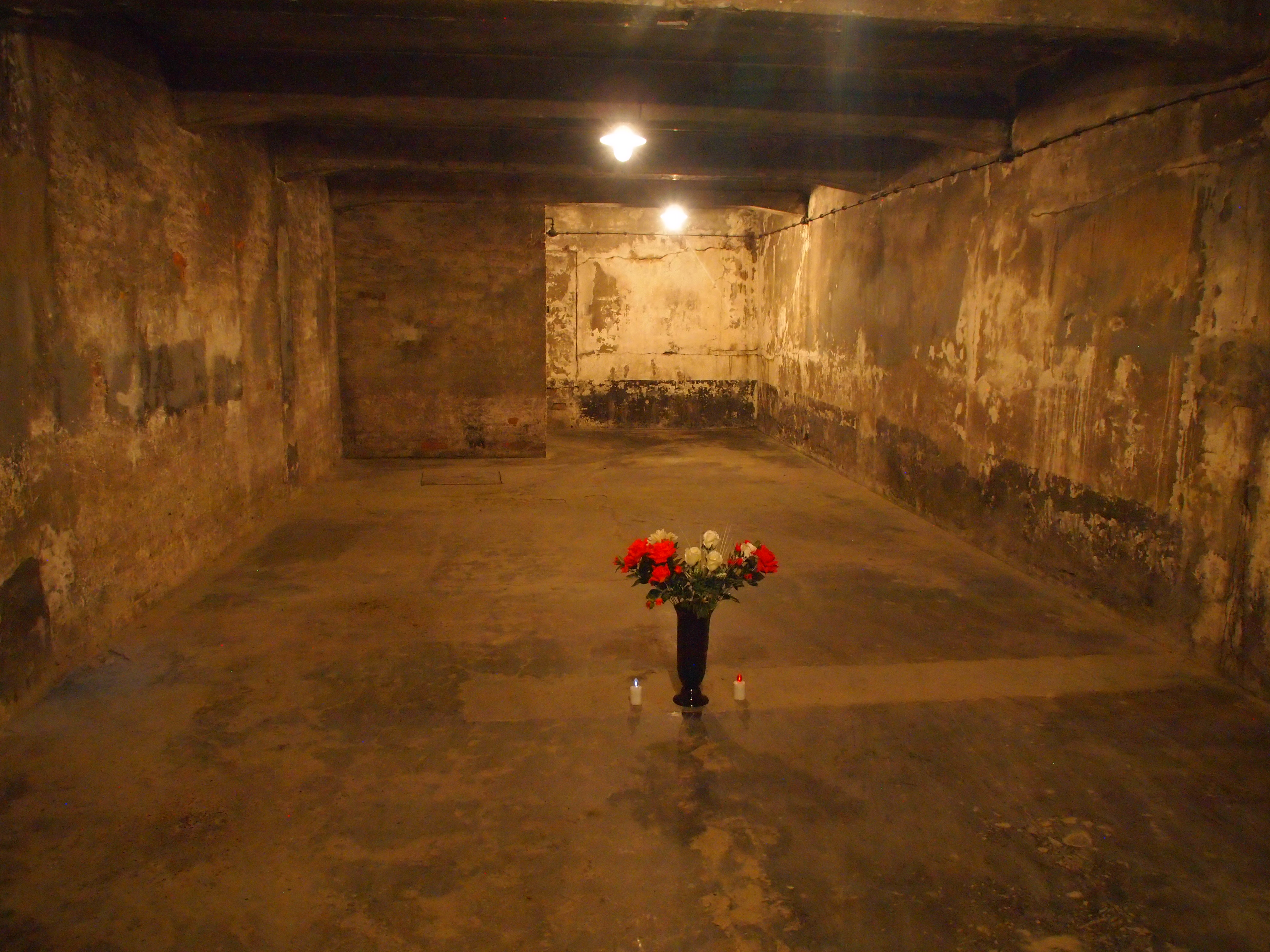
Camera a gas di Auschwitz

Durante la seconda guerra mondiale il clown tedesco Helmut Dorque, sebbene una volta famoso e acclamato, è ormai un artista decaduto e poco considerato. Dopo esser stato duramente rimproverato e minacciato dalla compagnia per aver accidentalmente imbarazzato il nuovo pagliaccio principale del circo durante uno spettacolo, si confida con la moglie, che gli consiglia di affrontare i suoi superiori per farsi rispettare. Tornato al circo, però, Helmut ode di nascosto che pianificano di licenziarlo. A questo punto Helmut si reca in un bar dove si ubriaca pesantemente e si sfoga prendendo in giro il Führer Adolf Hitler, senza notare la presenza di alcuni membri della Gestapo, che lo arrestano.
Dopo un interrogatorio al quartier generale della Gestapo, Helmut viene imprigionato in un campo di concentramento per prigionieri politici. Passano quattro anni di prigionia, nei quali Dorque millanta agli altri carcerati il suo passato di clown famoso. Il suo unico amico in carcere è un tedesco dal cuore buono di nome Johann Keltner, la cui ragione di detenzione non viene mai esplicitamente rivelata. Gli altri detenuti chiedono a Dorque di esibirsi per loro, ma lui rifiuta. Incolleritisi, i detenuti lo spingono nel fango in cortile a riflettere sulla sua decisione. Improvvisamente, vede un gruppo di bambini ebrei ridere di lui dall'altro lato del campo, dove gli ebrei vengono tenuti lontani dagli altri prigionieri. Felice di essere ancora apprezzato da qualcuno, Helmut si esibisce per loro fino a quando il nuovo comandante del campo gli ordina di cessare immediatamente lo spettacolo.
Dopo che le SS hanno interrotto la sua performance, Dorque viene selvaggiamente picchiato, mentre i bambini vengono spinti via con violenza dal filo spinato. Inorridito, Keltner si getta su una delle guardie, ma viene presto fermato e nuovamente picchiato. Dorque, intanto, è messo in cella d'isolamento. Trovando un modo per sfruttare le sue doti comiche, il comandante gli assegna il compito di tenere alto il morale dei bambini ebrei mentre vengono fatti salire sui treni diretti ai campi di sterminio, dietro la promessa di una revisione del suo caso. Per uno scherzo del destino, Dorque finisce accidentalmente insieme a un gruppo di bambini su un treno diretto ad Auschwitz e, giunto nel campo, viene destinato ad accompagnare i bimbi alle camere a gas.
Anche se riluttante, Helmut accetta il compito in cambio della promessa di libertà. Accompagnandoli alle "docce", cerca di farli ridere e di divertirli il più possibile. Dopo che tutti i bambini sono entrati, l'insopportabile rimorso lo spinge ad entrare egli stesso nella camera a gas con loro. Una volta dentro, cerca di farli ridere per l'ultima volta, prima di morire anch'egli sotto gli effetti dello Zyklon B insieme a tutti i bambini.

## Produzione
Nel 1971, mentre stava esibendosi al teatro Olympia di Parigi, Lewis incontrò il produttore Nathan Wachsberger, che gli propose di dirigere e interpretare il film sotto il completo finanziamento della sua compagnia, gli Europa Studios. In precedenza, la stessa offerta era stata fatta a diverse altre star come Bobby Darin, Milton Berle e Dick Van Dyke che avevano tutti rifiutato. Lewis inizialmente era dubbioso se accettare o meno la parte, specialmente dopo aver letto il copione, e raccontò nella sua autobiografia Jerry Lewis in Person, che: «Il pensiero di interpretare Helmut mi terrorizzava». In aggiunta, sentiva di non essere adatto per la parte, a causa delle forti tematiche trattate nella pellicola.
Alla fine però, accettò dopo aver letto la sceneggiatura definitiva di Joan O'Brien e Charles Denton. Nel febbraio del 1972, visitò le rovine dei campi di concentramento di Auschwitz e Dachau e girò qualche immagine di esterni per il film; intanto riscriveva e rielaborava incessantemente il copione. Perse anche svariati chili per le scene nel campo di prigionia. Le riprese iniziarono in Svezia nell'aprile 1972, ma la produzione fu funestata da diversi problemi. L'equipaggiamento venne perso e poi ritrovato e i finanziamenti stentavano ad arrivare.
Lewis fu ripetutamente rassicurato da Wachsberger il quale, però, non si fece mai vedere sul set. Il produttore non solo non diede il denaro per il film, ma la sua opzione sulla produzione della pellicola sfumò prima dell'inizio delle riprese. Lewis finì col dover pagare di tasca propria la maggior parte delle spese, ma le controparti coinvolte nella produzione del film non raggiunsero un accordo per la distribuzione dello stesso, che non uscì mai nelle sale.
Lewis possedeva l'unica copia esistente in videocassetta del film, una versione non rifinita, che tenne chiusa a chiave nella cassaforte del suo ufficio. Il luogo dove è custodito il negativo originale del film è sconosciuto a tutt'oggi. Lo stesso Lewis ha sempre evitato di far menzione del film in tutte le sue interviste, e i giornalisti vennero avvisati di non parlarne in sua presenza. Qualche anno prima della morte, Jerry Lewis ha donato il film insieme al resto della sua collezione personale alla Biblioteca del Congresso di Washington, con la garanzia che lo stesso non sarebbe mai stato mostrato al pubblico almeno fino al 2025.
Il 12 gennaio 2013, Lewis apparve a un evento "domanda&risposta" del Cinefamily tenutosi al Los Angeles Silent Movie Theatre. Quando gli venne chiesto dal giornalista Bill Allen (della rivista Rad), se sarebbe mai stato possibile vedere in futuro il film, Lewis rispose negativamente spiegando che era «(...) imbarazzato da quel film. Mi vergogno di quel lavoro, e fui grato all'epoca di avere avuto il potere di non farlo uscire, e non lascerò mai che nessuno lo veda. Era tremendo, tremendo, tremendo.».
Interrogato nel medesimo anno circa la pellicola mentre si trovava al Festival di Cannes per promuovere Max Rose, Lewis ribadì il concetto: «Era un brutto film. Non lo vedrete oggi e non lo vedrà mai nessun altro».
In un articolo dell'agosto 2015 apparso sul Los Angeles Times, venne dichiarato che una copia del film era presente presso la Biblioteca del Congresso ma che essa non sarebbe mai stata mostrata in pubblico per almeno dieci anni per volere dello stesso Lewis. La copia del film sarebbe stata donata proprio da Lewis.
Il 3 febbraio 2016, la televisione di stato tedesca ARD mandò in onda un documentario di due ore intitolato Der Clown nel quale il regista Eric Friedler raccolse interviste, materiale di repertorio e ricreò ad hoc alcune scene tratte dal copione originale coinvolgendo attori svedesi che avevano partecipato al film di Lewis. Il documentario mostra la prima intervista completa e approfondita rilasciata da Jerry Lewis sul film dopo quasi 43 anni.
Nel giugno 2018, nel corso di un'asta pubblica relativa a oggetti della Lewis Estate, erano inclusi un copione originale annotato, varie foto polaroid degli esterni e un costume di scena originale.
Nel gennaio 2019 nel corso di un'intervista concessa a World Over, il figlio di Lewis, Chris, affermò che non esiste un negativo completo del film e che insormontabili problemi di copyright ne impediscono la diffusione.
Nell'agosto 2024 il girato è stato proiettato privatamente presso il Moving Image Research Center della Biblioteca del Congresso per il giornalista Benjamin Charles Germain Lee della rivista The New Republic. Nell'articolo scritto da Lee circa l'esperienza, egli descrisse di avere assistito a cinque ore di materiale "frammentario, non sequenziale, (a volte) senza sonoro e riempito in gran parte con riprese dietro le quinte e riprese ripetute di solo poche scene dalla fine del film", concludendo che il film "non esiste nella sua forma finale".
Nel settembre 2024, un documentario intitolato From Darkness to Light è stato presentato fuori concorso alla Mostra del cinema di Venezia; il documentario include varie scene tratte dal film originale.

## Critica
Nel maggio 1992, un articolo della rivista Spy Magazine riporta la testimonianza dell'attore comico Harry Shearer, che vide un montaggio provvisorio del film nel 1979:
L'articolo procede citando Joan O'Brien, la quale dice che il pre-montaggio del film era un vero disastro; in parte a causa delle modifiche apportate al copione dallo stesso Lewis che volle rendere il personaggio di Helmut, in origine cinico e arrogante, troppo melodrammatico e "chaplinesco".

### Proiezioni private
Nel corso degli anni solo una ristretta cerchia di persone ha potuto visionare il girato, perlopiù durante apposite proiezioni riservate organizzate dallo stesso Lewis. Ecco un elenco delle persone che hanno avuto la possibilità di vedere il montaggio preliminare del film o, al limite qualche scena dello stesso:
- Harriet Anderson - Attrice svedese che recitò nel film nella parte della moglie di Lewis.
- Charles Denton e Joan O'Brien - Gli autori della sceneggiatura originale poi modificata da Lewis.
- Lynn Hirschberg - Una giornalista di Rolling Stone che intervistò Lewis nel 1982, alla quale egli fece vedere qualche scena del film.
- Sven Lindberg - Un regista svedese che collaborò al film.
- Joshua White - Un regista televisivo che diresse il The Jerry Lewis Labor Day Telethon nel 1979, Lewis gli concesse di vedere l'intera versione preliminare del film lo stesso anno.
- Harry Shearer - Attore e scrittore, vide il film insieme a White.
- Jim Wright - Un produttore facente parte dello staff di Lewis.
- Benjamin Charles Germain Lee - Un giornalista della rivista The New Republic.